# Eriocoelum rivulare
Eriocoelum rivulare är en kinesträdsväxtart som beskrevs av Arthur Wallis Exell. Eriocoelum rivulare ingår i släktet Eriocoelum och familjen kinesträdsväxter. Inga underarter finns listade i Catalogue of Life.